# Hongkong i olympiska sommarspelen 1960
Hongkong deltog med fyra deltagare vid de olympiska sommarspelen 1960 i Rom. Ingen av landets deltagare erövrade någon medalj.